# 제누아즈

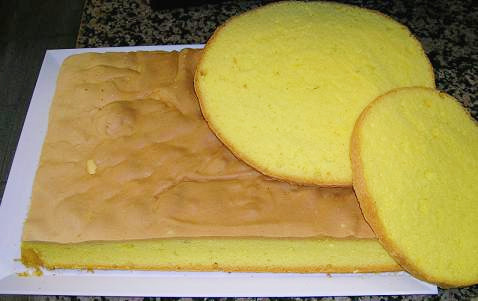
제누아즈

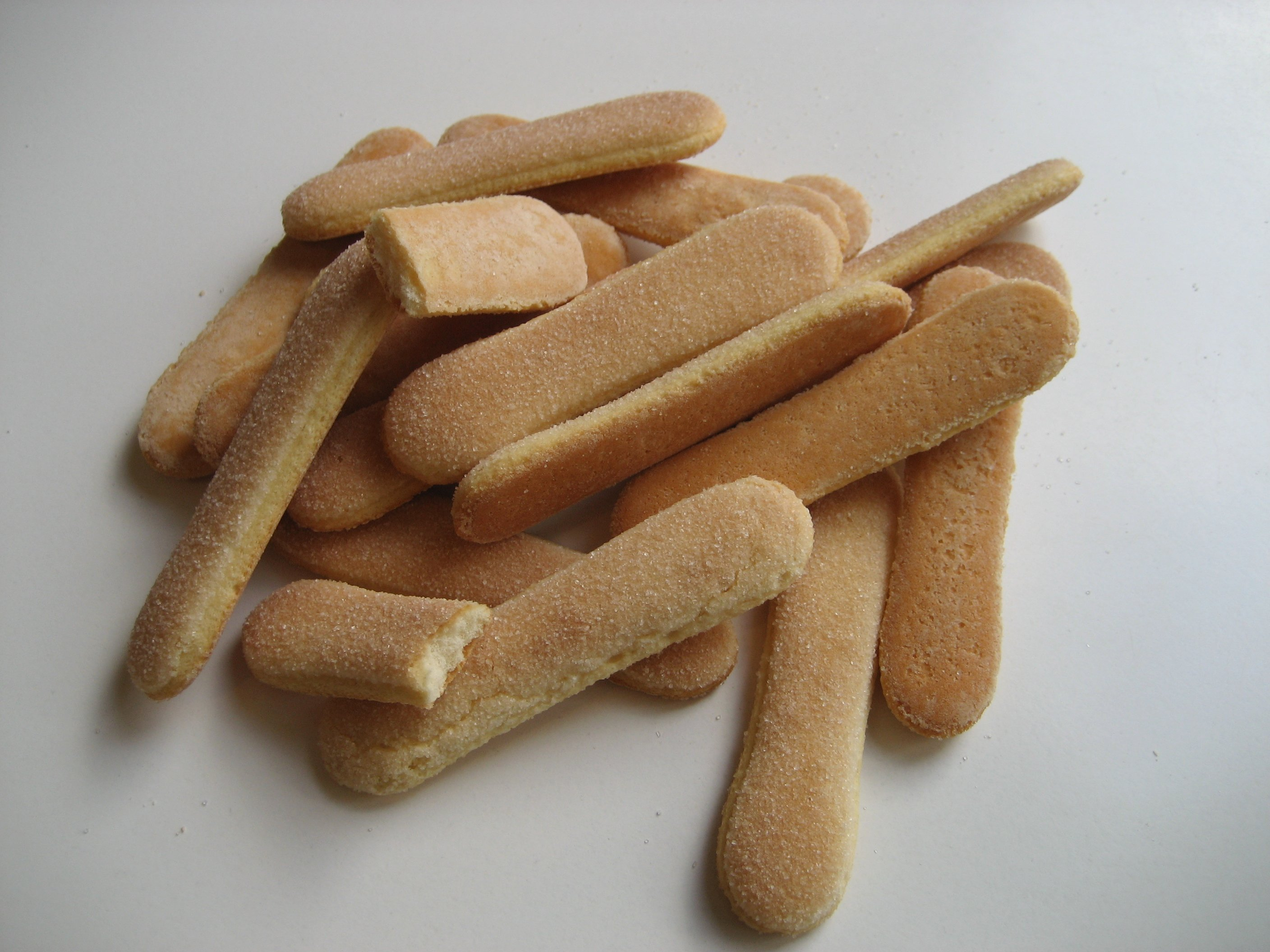
레이디핑거

제누아즈(genoise, /ʒeɪˈnwɑːz/, /ʒəˈnwɑːz/, /dʒeɪˈnwɑːz/, /dʒɛˈnwɑːz/; 프랑스어 발음: [ʒenwaz]), 제누아즈 케이크(Genoese cake, Genovese cake 영어로 "génoise"로 표기하는 경우도 있으나 드문 편임)는 도시 제노바의 이름을 따서 이탈리아와 프랑스 요리와 결합시킨 이탈리아의 스펀지 케이크이다. 볼륨을 제공하기 위해 화학 팽창제를 사용하는 대신 혼합 과정 중에 공기가 반죽물에 머무른다.

## 이용
제누아즈는 프렌치 파티스리같은 기본 빌딩 블록이며, 각기 다른 종류의 케이크를 만들기 위해 사용된다. 얇은 시트를 만들기 위해 반죽물을 굽는 것이 보통이다. 1884년 요리책은 제누아즈의 단순한 요리법을 제시한다:

## 같이 보기
- 카스텔라
- 추파 잉글레세